# Eugène Pollénus
Eugène Hyacinthe Joseph François Pollenus (Kermt, 16 oktober 1796 - Spalbeek, 28 januari 1879) was een Belgisch volksvertegenwoordiger.

## Levensloop
Hij was een zoon van de gemeentesecretaris van Kermt Jean Pollenus (1756-1838) en van Marie Marguerite Palmers (Kermt, 1756- 1836). Zijn broer, Joseph Pollenus werd provincieraadslid en vrederechter van het kanton Herk-de-Stad. Hij trouwde in Hasselt in 1839 met Anne-Françoise Vannes (Hasselt, 1808-1842).
Hij promoveerde tot doctor in de rechten (1818) aan de Rijksuniversiteit Luik en vestigde zich als advocaat in Hasselt. In 1820 werd hij plaatsvervangend rechter in de rechtbank van eerste aanleg in Hasselt en in 1823 trad hij toe tot de magistratuur als substituut, om van 1831 tot 1850 procureur des Konings te zijn in Hasselt.
In 1833 werd hij verkozen tot katholiek volksvertegenwoordiger voor het arrondissement Maastricht, om in 1835 te worden herkozen, ditmaal als volksvertegenwoordiger voor het arrondissement Hasselt.
In 1848 werd hij gemeenteraadslid van Spalbeek en van 1866 tot 1872 was hij er burgemeester.
Hij bouwde het kasteel Rijsdaal.